# جيوفري فورد
جيوفري فورد (26 سبتمبر 1961 في المملكة المتحدة - ) (بالإنجليزية: Geoffrey Ford)‏ هو لاعب كريكت بريطاني. لعب مع Oxfordshire County Cricket Club ‏.

## وصلات خارجية
- جيوفري فورد على موقع إي آس بي آن كريك إنفو (الإنجليزية)